# 마하연사
마하연사(摩訶衍寺) 또는 마가연사는 강원도 금강산의 내금강 지역에 위치한 사찰이다. 조선민주주의인민공화국 영역에 있다.
일제강점기까지 강원도 회양군 내금강면 장연리에 속해 있었고, 1952년에 행정구역 개편으로 금강군이 신설되어 금강군으로 편입되었다. 같은 내금강에 있는 장안사, 표훈사와는 가까운 거리에 있다. 이 가운데 표훈사만 제 모습을 유지하고 있고, 장안사와 마하연사는 한국 전쟁으로 전소되어 터만 남은 상태이다.
신라 문무왕 때인 661년에 의상이 부석사에 이어 창건했다는 전설이 있다. 마하연은 '대승(大乘)'을 뜻한다. 조선 시대에 건물을 새로 짓고 일제 강점기에도 중창하여 53간의 대규모 사찰이었다. 전쟁 전 수행자가 80여 명에 이르렀다. 창건자로 알려진 의상은 물론 원효, 자장, 나옹 등 고승들이 머물렀다는 이야기와 그에 얽힌 전설이 전해진다. 의상과 그 제자들에 의해 세워진 화엄십찰 중 하나였다. 조선 중기의 보우가 출가한 곳도 마하연사였고, 만공, 경허, 청담, 효봉, 성철, 석주, 김재홍 등 근현대의 유명 승려들이 수행하면서 선불교의 중심지 역할을 했다.
만폭동을 지나 내금강을 구경할 때 가장 마지막에 만나는 암자로, 마하연사를 지나면 백운대가 나온다. 위치가 금강산의 중심부라 다른 여러 사찰로 통하는 갈림길이다. 법기보살의 이름을 따온 법기봉이 주봉이며, 인근에 가섭암지나 수미암 등 불교식 이름이 붙은 유적지가 있었다.

## 같이 보기
- 금강산

## 참고자료
- 김회경 (2007년 6월 27일). “내금강 불교유적이 신음한다”. 한국일보. 2008년 6월 6일에 확인함.[깨진 링크(과거 내용 찾기)]